# 波多韋 (希羅克區)
47°44′27″N 33°29′35″E / 47.74083°N 33.49306°E
波多韋（烏克蘭語：Подове），是烏克蘭中部的村莊，隸屬第聶伯羅彼得羅夫斯克州的克里維里赫區。該村距離克里亞若韋和亞歷山德里夫卡1.5公里，海拔高度97米，2001年人口23。